# Halecium nullinodum
Halecium nullinodum är en nässeldjursart som beskrevs av John Fraser 1935. Halecium nullinodum ingår i släktet Halecium och familjen Haleciidae. Inga underarter finns listade i Catalogue of Life.